# França nos Jogos Olímpicos de Verão da Juventude de 2010
A França participou dos Jogos Olímpicos de Verão da Juventude de 2010 em Cingapura. Com uma delegação composta por 61 atletas que competiram em 18 esportes, o país conquistou seis medalhas de ouro, duas de prata e sete de bronze, terminando na décima posição do quadro de medalhas.

## Medalhistas
| Medalha | Nome | Esporte       | Evento                             | Data         |
| ------- | --- | ------------- | ---------------------------------- | ------------ |
| Ouro    | Mathilde Cini | Natação       | 200 m costas feminino              | 19 de agosto |
| Ouro    | Medhy Metella | Natação       | 100 m livre masculino              | 20 de agosto |
| Ouro    | Anna Santamans | Natação       | 50 m livre feminino                | 20 de agosto |
| Ouro    | Aurélie Chaboudez | Atletismo     | 400 m com barreiras feminino       | 23 de agosto |
| Ouro    | Alexia Sedykh | Atletismo     | Arremesso de martelo feminino      | 23 de agosto |
| Ouro    | Tony Yoka | Boxe          | Peso super-pesado (acima de 91 kg) | 25 de agosto |
| Prata   | Ganesh Pedurand Thomas Rabeisen Jordan Coelho Medhy Metella | Natação       | 4x100 m medley masculino           | 18 de agosto |
| Prata   | Sokhna Gallé | Atletismo     | Salto triplo feminino              | 23 de agosto |
| Bronze  | Medhy Metella Anna Santamans Mathilde Cini Jordan Coelho | Natação       | 4x100 m livre misto                | 15 de agosto |
| Bronze  | Anna Santamans | Natação       | 50 m borboleta feminino            | 18 de agosto |
| Bronze  | Noémie Kober | Remo          | Skiff simples feminino             | 18 de agosto |
| Bronze  | Samantha Silvestri | Taekwondo     | Até 63 kg feminino                 | 18 de agosto |
| Bronze  | Faiza Taoussara | Taekwondo     | Mais de 63 kg feminino             | 18 de agosto |
| Bronze  | Simon Gauzy | Tênis de mesa | Simples masculino                  | 23 de agosto |
| Bronze  | Mathieu Merceron Théophile Causse Adrien Ballet-Kebengue Jordan Bonilauri Julian Emonet O'Brian Nyateu Hugo Descat Bryan Jabea Njo Laurent Lagier Pitre Théo Derot Benjamin Bataille Timothey N'guessan Antoine Gutfreund Kévin Rondel | Handebol      | Torneio Masculino de Handebol      | 25 de agosto |

## Atletismo
| Evento                         | Atleta            | Qualificação | Qualificação | Final         | Final        |
| Evento                         | Atleta            | Resultado    | Posição      | Resultado     | Posição      |
| ------------------------------ | ----------------- | ------------ | ------------ | ------------- | ------------ |
| Arremesso de martelo feminino  | Alexia Sedykh     | 59,02        | 2º           | 59,08         | [ 4 ]        |
| 400 m com barreiras feminino   | Aurélie Chaboudez | 59.26        | 1º (q2)      | 58.41         | [ 6 ]        |
| 200 m feminino                 | Coralie Leturgez  | 25.22        | 12º (5º q3)  | 25.05         | 4º (Final B) |
| 200 m masculino                | Guy Anouman       | 21.95        | 9º (3º q3)   | Não largou    | -- (Final B) |
| 100 m masculino                | Ken Romain        | Não competiu | Não competiu | Não competiu  | Não competiu |
| 110 m com barreiras masculino  | Nicolas Borome    | 13.65        | 3º (3º q2)   | Não completou | -- (Final A) |
| 2000 m com obstáculos feminino | Nina Habold       | 7:05.25      | 9º           | 6:51.05       | 1º (Final B) |
| Salto triplo feminino          | Sokhna Gallé      | 12,92        | 2º           | 13,04         | [ 16 ]       |

## Badminton
| Evento            | Atleta          | Fase de grupos | Fase de grupos                         | Fase de grupos                                 | Fase de grupos                               | Fase de grupos | Quartas-de-final | Semifinais  | Final       | Pos. final |
| Evento            | Atleta          | Grupo          | 1ª rodada                              | 2ª rodada                                      | 3ª rodada                                    | Pos.           | Quartas-de-final | Semifinais  | Final       | Pos. final |
| ----------------- | --------------- | -------------- | -------------------------------------- | ---------------------------------------------- | -------------------------------------------- | -------------- | ---------------- | ----------- | ----------- | ---------- |
| Simples feminino  | Léa Palermo     | B              | GBR Sarah Milne D 0-2 (11-21, 18-21)   | AUT Alexandra Mathis V 2-0 (21-19, 21-12)      | USA Cee Nantana Ketpura D 0-2 (13-21, 13-21) | 3º             | Não avançou      | Não avançou | Não avançou | --         |
| Simples masculino | Lucas Claerbout | C              | IND Prannoy Kumar D 0-2 (15-21, 14-21) | THA Phetphanom Keophiachan V 2-0 (21-12, 21-8) | JAM Dennis Coke V 2-1 (21-6, 21-6)           | 2º             | Não avançou      | Não avançou | Não avançou | --         |

## Basquetebol
| Evento                          | Elenco                                                      | Preliminares | Preliminares                                                                       | Preliminares | Classificação 9-16  | Classificação 9-12 | Disputa pelo 9º lugar | Pos. final |
| Evento                          | Elenco                                                      | Grupo        | Resultados                                                                         | Pos.         | Classificação 9-16  | Classificação 9-12 | Disputa pelo 9º lugar | Pos. final |
| ------------------------------- | ----------------------------------------------------------- | ------------ | ---------------------------------------------------------------------------------- | ------------ | ------------------- | ------------------ | --------------------- | ---------- |
| Torneio Feminino de Basquetebol | Justine Barthelemy Lou Mataly Onayssa Sbahi Rudiane Eduardo | D            | ITA Itália D 11-26 AUS Austrália D 15-21 CHI Chile V 30-15 Folga JPN Japão D 20-34 | 4º           | CZE Chéquia V 29-24 | RUS Rússia V 22-12 | ITA Itália D 18-26    | 10º        |

## Boxe
| Evento                             | Atleta    | Preliminares                      | Semifinais                  | Final                   | Pos. final      |
| ---------------------------------- | --------- | --------------------------------- | --------------------------- | ----------------------- | --------------- |
| Peso super-pesado (acima de 91 kg) | Toni Yoka | UKR Oleksandr Skoryi V RSC 2 2:58 | MDA Daniil Svaresciuc V 5-0 | NZL Joseph Parker V 8-5 | Medalha de ouro |

## Canoagem
| Evento                  | Atleta           | Tomada de tempo | Tomada de tempo | 1ª rodada                                  | 2ª rodada (repescagem)                 | Oitavas-de-final                          | Quartas-de-final                             | Semi-finais                  | Final                        | Pos. final |
| Evento                  | Atleta           | Resultado       | Pos.            | Oponente Resultado                         | Oponente Resultado                     | Oponente Resultado                        | Oponente Resultado                           | Oponente Resultado           | Oponente Resultado           | Pos. final |
| ----------------------- | ---------------- | --------------- | --------------- | ------------------------------------------ | -------------------------------------- | ----------------------------------------- | -------------------------------------------- | ---------------------------- | ---------------------------- | ---------- |
| Velocidade K1 masculino | Guillaume Bernis | 1:36.47         | 15º             | RUS Igor Kalashnikov D 1:35.31 (bat. 9)    | CZE Jiří Prskavec V 1:37.58 (rep. 3)   | GER Tom Liebscher D 1:36.76 (bat. 2)      | Não avançou                                  | Não avançou                  | Não avançou                  | --         |
| Slalom K1 masculino     | Guillaume Bernis | 1:27.00         | 2º              | POL Igor Dolata V 1:30.89 (bat. 1)         |                                        | POR João Silva V 1:29.62 (bat. 5)         | SIN Brandon Wei Cheng Ooi V 1:28.68 (bat. 3) | SVK Miroslav Urban D 1:27.78 | CZE Jiří Prskavec D 1:29.02* | 4º         |
| Velocidade K1 feminino  | Manon Hostens    | 1:50.08         | 14º             | ESP María Elena Monleón D 1:49.59 (bat. 7) | TUN Ben Ismail Afef V 1:49.82 (rep. 3) | CHN Jieyi Huang D 1:51.32 (bat. 3)        | Não avançou                                  | Não avançou                  | Não avançou                  | --         |
| Slalom K1 feminino      | Manon Hostens    | 1:44.28         | 7º              | POL Joanna Bruska V 1:41.33 (bat. 6)       |                                        | KAZ Natalia Podolskaya V 1:45.35 (bat. 5) | SLO Ajda Novak D 1:46.83 (bat. 2)            | Não avançou                  | Não avançou                  | 8º         |

* Disputa pelo bronze

## Desportos aquáticos

### Natação

#### Feminino
| Evento                  | Atleta         | Qualificação | Qualificação | Semifinais  | Semifinais  | Final       | Final             |
| Evento                  | Atleta         | Resultado    | Posição      | Resultado   | Posição     | Resultado   | Posição           |
| ----------------------- | -------------- | ------------ | ------------ | ----------- | ----------- | ----------- | ----------------- |
| 50 m livre feminino     | Anna Santamans | 25.74        | 1º (q7)      | 25.48       | 1º (sf2)    | 25.40       | Medalha de ouro   |
| 50 m borboleta feminino | Anna Santamans | 27.94        | 4º (3º q1)   | 27.51       | 4º (2º sf1) | 27.31       | Medalha de bronze |
| 100 m costas feminino   | Marie Jugnet   | 1:04.77      | 12º (4º q3)  | 1:04.02     | 7º (3º sf1) | 1:03.65     | 7º                |
| 200 m costas feminino   | Marie Jugnet   | 2:15.53      | 5º (2º q3)   |             |             | 2:13.60     | 4º                |
| 100 m livre feminino    | Mathilde Cini  | 59.43        | 29º (8º q5)  | Não avançou | Não avançou | Não avançou | Não avançou       |
| 50 m costas feminino    | Mathilde Cini  | 29.70        | 2º (1º q3)   | 29.22       | 1º (sf1)    | 29.19       | Medalha de ouro   |

#### Masculino
| Evento                    | Atleta                                                      | Qualificação | Qualificação | Semifinais | Semifinais  | Final       | Final            |
| Evento                    | Atleta                                                      | Resultado    | Posição      | Resultado  | Posição     | Resultado   | Posição          |
| ------------------------- | ----------------------------------------------------------- | ------------ | ------------ | ---------- | ----------- | ----------- | ---------------- |
| 400 m livre masculino     | Ganesh Pedurand                                             | 4:01.02      | 9º (2º q2)   |            |             | Não avançou | Não avançou      |
| 200 m medley masculino    | Ganesh Pedurand                                             | 2:04.07      | 7º (2º q2)   |            |             | 2:04.21     | 7º               |
| 100 m borboleta masculino | Jordan Coelho                                               | 54.19        | 2º (2º q3)   | 54.11      | 5º (4º sf1) | 53.96       | 5º               |
| 200 m borboleta masculino | Jordan Coelho                                               | 2:00.37      | 2º (1º q2)   |            |             | 1:59.18     | 4º               |
| 100 m livre masculino     | Medhy Metella                                               | 51.25        | 6º (2º q7)   | 50.21      | 2º (1º sf1) | 49.99       | Medalha de ouro  |
| 100 m borboleta masculino | Medhy Metella                                               | 54.81        | 9º (4º q4)   | 54.30      | 7º (3º sf2) | 54.35       | 7º               |
| 100 m peito masculino     | Thomas Rabeisen                                             | 1:03.55      | 6º (4º q4)   | 1:03.61    | 6º (3º sf2) | 1:03.62     | 6º               |
| 200 m peito masculino     | Thomas Rabeisen                                             | 2:20.77      | 11º (5º q3)  |            |             | Não avançou | Não avançou      |
| 4x100 m livre masculino   | Medhy Metella Thomas Rabeisen Ganesh Pedurand Jordan Coelho | 3:27.19      | 5º (3º q2)   |            |             | 3:25.63     | 6º               |
| 4x100 m medley masculino  | Medhy Metella Thomas Rabeisen Ganesh Pedurand Jordan Coelho | 3:47.30      | 4º (1º q1)   |            |             | 3:43.84     | Medalha de prata |

#### Misto
| Evento               | Atletas                                                  | Qualificação | Qualificação | Semifinais | Semifinais | Final     | Final             |
| Evento               | Atletas                                                  | Resultado    | Posição      | Resultado  | Posição    | Resultado | Posição           |
| -------------------- | -------------------------------------------------------- | ------------ | ------------ | ---------- | ---------- | --------- | ----------------- |
| 4x100 m livre misto  | Medhy Metella Anna Santamans Mathilde Cini Jordan Coelho | 3:37.03      | 3º (2º q2)   |            |            | 3:35.90   | Medalha de bronze |
| 4x100 m medley misto | Marie Jugnet Mathilde Cini Thomas Rabeisen Jordan Coelho | 4:00.82      | 4º (2º q2)   |            |            | 3:56.64   | 4º                |

### Saltos ornamentais
| Evento                            | Atleta       | Elims. | Elims. | Final  | Final      |
| Evento                            | Atleta       | Pontos | Pos.   | Pontos | Pos. final |
| --------------------------------- | ------------ | ------ | ------ | ------ | ---------- |
| Trampolim 3 m individual feminino | Fanny Bouvet | 353.20 | 8º     | 369.60 | 9º         |

## Esgrima
| Evento                     | Atleta       | Qualificação | Qualificação | Oitavas-de-final                  | Quartas-de-final            | Semifinais         | Final              | Pos. final |
| Evento                     | Atleta       | Oponente Resultado | Pos.         | Oponente Resultado                | Oponente Resultado          | Oponente Resultado | Oponente Resultado | Pos. final |
| -------------------------- | ------------ | --- | ------------ | --------------------------------- | --------------------------- | ------------------ | ------------------ | ---------- |
| Sabre individual masculino | Arthur Zatko | GER Richard Hubers V 5-4 ROM Dragos Sirbu D 2-5 BLR Mikhail Akula D 3-5 HKG Jackson Wang V 5-2 EGY Ziad Elsissy V 5-2 NIG Djibrilla Issaka Kondo V 5-2 | 4º           | NIG Djibrilla Issaka Kondo V 15-4 | KOR Song Jong-Hun D 11-15   | Não avançou        | Não avançou        | 5º         |
| Sabre individual feminino  | Kenza Boudad | KOR Seo Ji-Yeon D 2-5 ITA Vittoria Ciardullo V 5-1 EGY Mennatalla Yasser Ahmed V 5-3 RUS Yana Egorian D 3-5 VEN María Carreno V 5-2                    | 7º           | POL Angelika Wątor V 15-13        | UKR Alina Komaschuk D 10-15 | Não avançou        | Não avançou        | 7º         |

| Evento         | Atleta                                                            | Oitavas-de-final   | Quartas-de-final              | Classificação 5-8             | Disputa pelo 5º lugar   | Pos. final |
| Evento         | Atleta                                                            | Oponente Resultado | Oponente Resultado            | Oponente Resultado            | Oponente Resultado      | Pos. final |
| -------------- | ----------------------------------------------------------------- | ------------------ | ----------------------------- | ----------------------------- | ----------------------- | ---------- |
| Equipes mistas | Arthur Zatko e Kenza Boudad (como integrantes da equipe Europa 4) | Sem oponente       | Equipe Ásia-Oceania 1 D 24-30 | Equipe Ásia-Oceania 2 V 30-20 | Equipe Europa 3 V 30-29 | 5º         |

## Ginástica artística
| Atleta         | Evento                       | Qualificação | Qualificação | Final por aparelhos | Final por aparelhos | Final individual geral | Final individual geral | Final individual geral | Final individual geral | Final individual geral | Final individual geral | Final individual geral | Final individual geral | Final individual geral | Final individual geral |
| Atleta         | Evento                       | Result.      | Pos.         | Result.             | Pos.                | Barras assimétricas    | Trave                  | Solo                   | Salto                  | Cavalo com alças       | Argolas                | Barras paralelas       | Barra fixa             | Total                  | Pos.                   |
| -------------- | ---------------------------- | ------------ | ------------ | ------------------- | ------------------- | ---------------------- | ---------------------- | ---------------------- | ---------------------- | ---------------------- | ---------------------- | ---------------------- | ---------------------- | ---------------------- | ---------------------- |
| Brandon Prost  | Solo masculino               | 13.350       | 23º          | Não avançou         | Não avançou         |                        |                        |                        |                        |                        |                        |                        |                        |                        |                        |
| Brandon Prost  | Cavalo com alças masculino   | 13.050       | 21º          | Não avançou         | Não avançou         |                        |                        |                        |                        |                        |                        |                        |                        |                        |                        |
| Brandon Prost  | Argolas masculino            | 13.250       | 24º          | Não avançou         | Não avançou         |                        |                        |                        |                        |                        |                        |                        |                        |                        |                        |
| Brandon Prost  | Salto masculino              | 14.600       | 37º          | Não avançou         | Não avançou         |                        |                        |                        |                        |                        |                        |                        |                        |                        |                        |
| Brandon Prost  | Barras paralelas masculino   | 13.700       | 10º          | Não avançou         | Não avançou         |                        |                        |                        |                        |                        |                        |                        |                        |                        |                        |
| Brandon Prost  | Barra fixa masculino         | 13.150       | 22º          | Não avançou         | Não avançou         |                        |                        |                        |                        |                        |                        |                        |                        |                        |                        |
| Brandon Prost  | Individual geral masculino   | 81.100       | 17º          |                     |                     |                        |                        | 13.300                 | 15.150                 | 13.300                 | 13.100                 | 12.600                 | 13.250                 | 80.700                 | 15º                    |
| Sophia Serseri | Salto feminino               | 13.250       | 20º          | Não avançou         | Não avançou         |                        |                        |                        |                        |                        |                        |                        |                        |                        |                        |
| Sophia Serseri | Barras assimétricas feminino | 10.900       | 31º          | Não avançou         | Não avançou         |                        |                        |                        |                        |                        |                        |                        |                        |                        |                        |
| Sophia Serseri | Trave feminino               | 12.300       | 28º          | Não avançou         | Não avançou         |                        |                        |                        |                        |                        |                        |                        |                        |                        |                        |
| Sophia Serseri | Solo feminino                | 12.200       | 22º          | Não avançou         | Não avançou         |                        |                        |                        |                        |                        |                        |                        |                        |                        |                        |
| Sophia Serseri | Individual geral feminino    | 48.650       | 28º          |                     |                     | Não avançou            | Não avançou            | Não avançou            | Não avançou            |                        |                        |                        |                        | Não avançou            | Não avançou            |

## Handebol
| Evento                        | Elenco | Preliminares                                          | Preliminares | Semifinais        | Disputa pelo bronze | Pos. final        |
| Evento                        | Elenco | Grupo A                                               | Pos.         | Semifinais        | Disputa pelo bronze | Pos. final        |
| ----------------------------- | --- | ----------------------------------------------------- | ------------ | ----------------- | ------------------- | ----------------- |
| Torneio Masculino de Handebol | Mathieu Merceron, Théophile Causse, Adrien Ballet-Kebengue, Jordan Bonilauri, Julian Emonet, O'Brian Nyateu, Hugo Descat, Bryan Jabea Njo, Laurent Lagier Pitre, Théo Derot, Benjamin Bataille, Timothey N'guessan, Antoine Gutfreund, Kévin Rondel | COK Ilhas Cook V 58-4 Folga KOR Coreia do Sul V 39-36 | 1º           | EGY Egito D 21-22 | BRA Brasil V 40-27  | Medalha de bronze |

## Judô
| Evento             | Atleta               | 1ª rodada                   | 2ª rodada                    | 2ª rodada repescagem           | Final repescagem A          | Disputa pelo bronze A | Pos. final |
| ------------------ | -------------------- | --------------------------- | ---------------------------- | ------------------------------ | --------------------------- | --------------------- | ---------- |
| Até 52 kg feminino | Julia Rosso-Richetto | POL Maja Rasińska V 100-000 | AUT Christine Huck D 000-001 | ITA Odette Giuffrida V 001-000 | POL Maja Rasińska D 000-100 | Não avançou           | --         |

| Evento         | Atleta                                                     | 1ª rodada              | 2ª rodada   | Semifinais  | Final       | Pos. final |
| -------------- | ---------------------------------------------------------- | ---------------------- | ----------- | ----------- | ----------- | ---------- |
| Equipes mistas | Julia Rosso-Richetto (como integrante da equipe Barcelona) | ZZX Equipe Osaka D 3-5 | Não avançou | Não avançou | Não avançou | 10º        |

## Pentatlo moderno
| Evento               | Atleta                                 | Esgrima (Espada 1 toque) | Esgrima (Espada 1 toque) | Esgrima (Espada 1 toque) | Natação (200 m livre) | Natação (200 m livre) | Natação (200 m livre) | Corrida e tiro (3000 m, pistola a laser) | Corrida e tiro (3000 m, pistola a laser) | Corrida e tiro (3000 m, pistola a laser) | Pontuação total | Pos. final |
| Evento               | Atleta                                 | Result.                  | Pos.                     | Pontos                   | Tempo                 | Pos.                  | Pontos                | Tempo                                    | Pos.                                     | Pontos                                   | Pontuação total | Pos. final |
| -------------------- | -------------------------------------- | ------------------------ | ------------------------ | ------------------------ | --------------------- | --------------------- | --------------------- | ---------------------------------------- | ---------------------------------------- | ---------------------------------------- | --------------- | ---------- |
| Individual feminino  | Manon Carpentier                       | 9                        | 14º                      | 720                      | 2:24.54               | 11º                   | 1068                  | 13:22.15                                 | 14º                                      | 1792                                     | 3580            | 15º        |
| Individual masculino | Valentin Prades                        | 13                       | 6º                       | 880                      | 2:14.00               | 18º                   | 1192                  | 11:17.52                                 | 8º                                       | 2292                                     | 4364            | 8º         |
| Equipes mistas       | Manon Carpentier e BRA William Muinhos | 35                       | 22º                      | 710                      | 2:06.88               | 14º                   | 1280                  | 16:17.28                                 | 13º                                      | 2172                                     | 4162            | 17º        |
| Equipes mistas       | Valentin Prades e SVK Ela Sedileková   | 56                       | 2º                       | 920                      | 2:10.03               | 21º                   | 1240                  | 15:45.63                                 | 10º                                      | 2300                                     | 4460            | 8º         |

## Remo
| Evento                 | Atleta                     | Elim.   | Elim.       | Repescagem | Repescagem | Semifinais | Semifinais   | Final   | Final             |
| Evento                 | Atleta                     | Tempo   | Pos.        | Tempo      | Pos.       | Tempo      | Pos.         | Tempo   | Pos.              |
| ---------------------- | -------------------------- | ------- | ----------- | ---------- | ---------- | ---------- | ------------ | ------- | ----------------- |
| Dois sem masculino     | Benoît Demey William Chopy | 3:16.92 | 3º (bat. 3) |            |            | 3:28.55    | 6º (sf A/B2) | 3:14.45 | 2º (Final B)      |
| Skiff simples feminino | Noémie Kober               | 3:50.09 | 1º (bat. 2) |            |            | 3:52.04    | 1º (sf A/B2) | 3:44.80 | Medalha de bronze |

## Taekwondo
| Evento                 | Atleta             | 1ª rodada    | Quartas-de-final            | Semifinais                  | Final       | Pos. final        |
| ---------------------- | ------------------ | ------------ | --------------------------- | --------------------------- | ----------- | ----------------- |
| Mais de 63 kg feminino | Faiza Taoussara    | Sem oponente | TPE Lin Jo-Wei V 4-3        | MEX Briseida Acosta D 7-7+  | Não avançou | Medalha de bronze |
| Até 44 kg feminino     | Hajer Mustapha     | Sem oponente | TUR Seyma Tuncer D 2-4      | Não avançou                 | Não avançou | 5º                |
| Até 63 kg feminino     | Samantha Silvestri | Sem oponente | COD Sephora Baelenge V 15-1 | GER Antonia Katheder D 1-12 | Não avançou | Medalha de bronze |

## Tênis de mesa
| Evento           | Atleta      | Preliminares | Preliminares | Preliminares | 2ª fase consolação | 2ª fase consolação | 2ª fase consolação | Pos. final |
| Evento           | Atleta      | Grupo        | Confrontos | Pos.         | Grupo              | Confrontos | Pos.               | Pos. final |
| ---------------- | ----------- | ------------ | --- | ------------ | ------------------ | --- | ------------------ | ---------- |
| Simples feminino | Céline Pang | B            | KOR Yang Ha-Eun D 2-3 (11-7, 10-12, 7-11, 11-9, 5-11) CGO Jolie Mafuta Ivoso V 3-0 (11-3, 11-9, 11-2) MDA Olga Bliznet D 0-3 (5-11, 7-11, 4-11) | 3º           | FF                 | GUY Adielle Rosheuvel V 3-0 (11-5, 11-4, 11-6) BLR Katsiaryna Baravok V 3-2 (11-9, 8-11, 5-11, 11-3, 11-8) AUS Lily Phan V 3-0 (11-7, 12-10, 12-10) | 1º                 | --         |

| Evento            | Atleta      | Preliminares | Preliminares | Preliminares | 2ª fase | 2ª fase | 2ª fase | Quartas-de-final                                              | Semifinais                                    | Final                                                    | Pos. final |
| Evento            | Atleta      | Grupo        | Confrontos | Pos.         | Grupo   | Confrontos | Pos.    | Quartas-de-final                                              | Semifinais                                    | Final                                                    | Pos. final |
| ----------------- | ----------- | ------------ | --- | ------------ | ------- | --- | ------- | ------------------------------------------------------------- | --------------------------------------------- | -------------------------------------------------------- | ---------- |
| Simples masculino | Simon Gauzy | C            | BRA Eric Jouti V 3-0 (15-13, 11-2, 11-4) NED Koen Hageraats V 3-1 (11-9, 14-12, 5-11, 11-7) UZB Elmurod Holikov V 3-0 (11-4, 11-1, 11-5) | 1º           | CC      | POL Konrad Kulpa V 3-0 (14-12, 11-8, 13-11) HKG Chung Hei Chiu V 3-1 (8-11, 11-4, 11-6, 11-5) CRO Luka Fučec V 3-2 (11-8, 8-11, 6-11, 11-7, 11-3) | 1º      | BEL Emilien Vanrossomme V 4-1 (11-6, 11-7, 10-12, 11-8, 11-6) | JPN Koki Niwa D 0-4 (7-11, 12-14, 4-11, 8-11) | HUN Tamás Lakatos V 4-1 (11-2, 12-10, 9-11, 11-9, 11-8)* | [ 23 ]     |

| Evento         | Atleta                    | Preliminares | Preliminares                                                                                           | Preliminares | 2ª fase                              | Quartas-de-final | Semifinais    | Final         | Pos. final |
| Evento         | Atleta                    | Grupo        | Confrontos                                                                                             | Pos.         | 2ª fase                              | Quartas-de-final | Semifinais    | Final         | Pos. final |
| -------------- | ------------------------- | ------------ | --- | ------------ | ------------------------------------ | ---------------- | ------------- | ------------- | ---------- |
| Equipes mistas | Céline Pang e Simon Gauzy | G            | Europa 6 V 2-1 (3-0, 3-0, 2-3) Europa 2 V 2-1 (0-3, 3-1, 3-1) Intercontinental 3 V 3-0 (3-0, 3-0, 3-0) | 1º           | PRK Coreia do Norte D 0-2 (0-3, 0-3) | Não avançaram    | Não avançaram | Não avançaram | 9º         |

* Disputa pelo bronze

## Tiro
| Evento                       | Atleta              | Qualificação | Qualificação | Qualificação | Qualificação | Qualificação | Qualificação | Qualificação | Qualificação | Final       | Final       | Final       | Final       | Final       | Final       | Final       | Final       | Final       | Final       | Final       | Final       | Final       |
| Evento                       | Atleta              | 1            | 2            | 3            | 4            | 5            | 6            | Total        | Pos.         | 1           | 2           | 3           | 4           | 5           | 6           | 7           | 8           | 9           | 10          | Total final | Total       | Pos. final  |
| ---------------------------- | ------------------- | ------------ | ------------ | ------------ | ------------ | ------------ | ------------ | ------------ | ------------ | ----------- | ----------- | ----------- | ----------- | ----------- | ----------- | ----------- | ----------- | ----------- | ----------- | ----------- | ----------- | ----------- |
| Carabina de ar 10 m feminino | Jennifer Olry       | 97           | 99           | 97           | 98           |              |              | 391          | 9º           | Não avançou | Não avançou | Não avançou | Não avançou | Não avançou | Não avançou | Não avançou | Não avançou | Não avançou | Não avançou | Não avançou | Não avançou | Não avançou |
| Pistola de ar 10 m masculino | Vincent Jeanningros | 90           | 93           | 95           | 93           | 92           | 97           | 560          | 13º          | Não avançou | Não avançou | Não avançou | Não avançou | Não avançou | Não avançou | Não avançou | Não avançou | Não avançou | Não avançou | Não avançou | Não avançou | Não avançou |

## Tiro com arco
| Evento               | Atleta                                              | Qualificatória | Qualificatória | 1ª rodada                                   | Oitavas-de-final                                  | Quartas-de-final   | Semi-finais        | Final              | Pos. final |
| Evento               | Atleta                                              | Resultado      | Pos.           | Oponente Resultado                          | Oponente Resultado                                | Oponente Resultado | Oponente Resultado | Oponente Resultado | Pos. final |
| -------------------- | --------------------------------------------------- | -------------- | -------------- | ------------------------------------------- | ------------------------------------------------- | ------------------ | ------------------ | ------------------ | ---------- |
| Individual masculino | Julien Rossignol                                    | 606            | 19º            | SIN Abdud Dayyan Jaffar D 1-7               | Não avançou                                       | Não avançou        | Não avançou        | Não avançou        | --         |
| Individual feminino  | Laurie Lecointre                                    | 592            | 17º            | NED Maud Custers D 0-6                      | Não avançou                                       | Não avançou        | Não avançou        | Não avançou        | --         |
| Equipes mistas       | Julien Rossignol e DEN Nynne Sophie Holdt-Caspersen |                |                | TPE Tan Ya-Ting/ THA Tanapat Harikul V 6-4  | TUR Begunhan Unsal/ SIN Abdud Dayyan Jaffar D 2-6 | Não avançaram      | Não avançaram      | Não avançaram      | --         |
| Equipes mistas       | Laurie Lecointre e SUI Axel Muller                  |                |                | FIN Tanja Sorsa/ RUS Bolot Tsybzhitov D 4-6 | Não avançaram                                     | Não avançaram      | Não avançaram      | Não avançaram      | --         |

## Triatlo
| Evento               | Triatleta                                          | Natação | Transição 1 | Ciclismo | Transição 2 | Corrida | Tempo total | Pos. |
| -------------------- | -------------------------------------------------- | ------- | ----------- | -------- | ----------- | ------- | ----------- | ---- |
| Individual masculino | Jérémy Obozil                                      | 8:53    | 0:29        | 28:28    | 0:22        | 18:09   | 56:21.21    | 7º   |
| Revezamento misto    | Jérémy Obozil (como integrante da equipe Europa 2) |         |             |          |             |         | 1:22:11.38  | 4º   |

## Vela
| Evento               | Atleta         | Regata | Regata | Regata | Regata | Regata | Regata | Regata | Regata | Regata | Regata | Regata | Total | Posição |
| Evento               | Atleta         | 1      | 2      | 3      | 4      | 5      | 6      | 7      | 8      | 9      | 10     | M      | Total | Posição |
| -------------------- | -------------- | ------ | ------ | ------ | ------ | ------ | ------ | ------ | ------ | ------ | ------ | ------ | ----- | ------- |
| Techno 293 feminino  | Clidane Humeau | 10     | 8      | 11     | 6      | 11     | 5      | 11     | 9      | 11     | 11     | 12     | 94    | 10º     |
| Techno 293 masculino | Maxime Labat   | 7      | 3      | 6      | 6      | 6      | 3      | 22     | 2      | 7      | 7      | 8      | 55    | 6º      |

Notas:
- M – Regata da Medalha
- OCS – On the Course Side of the starting line
- DSQ – Disqualified (Desclassificado)
- DNF – Did Not Finish (Não completou)
- DNS – Did Not Start (Não largou)
- BFD – Black Flag Disqualification (Desclassificado por bandeira preta)
- RAF – Retired after Finishing (Retirou-se após completar a prova)